# Лескурея мінлива
Лескурея мінлива (Lescuraea mutabilis) — вид мохів порядку гіпнобрієвих (Hypnales).

## Поширення
Ареал охоплює такі частини світу: Європа, Азія.

## Характеристика

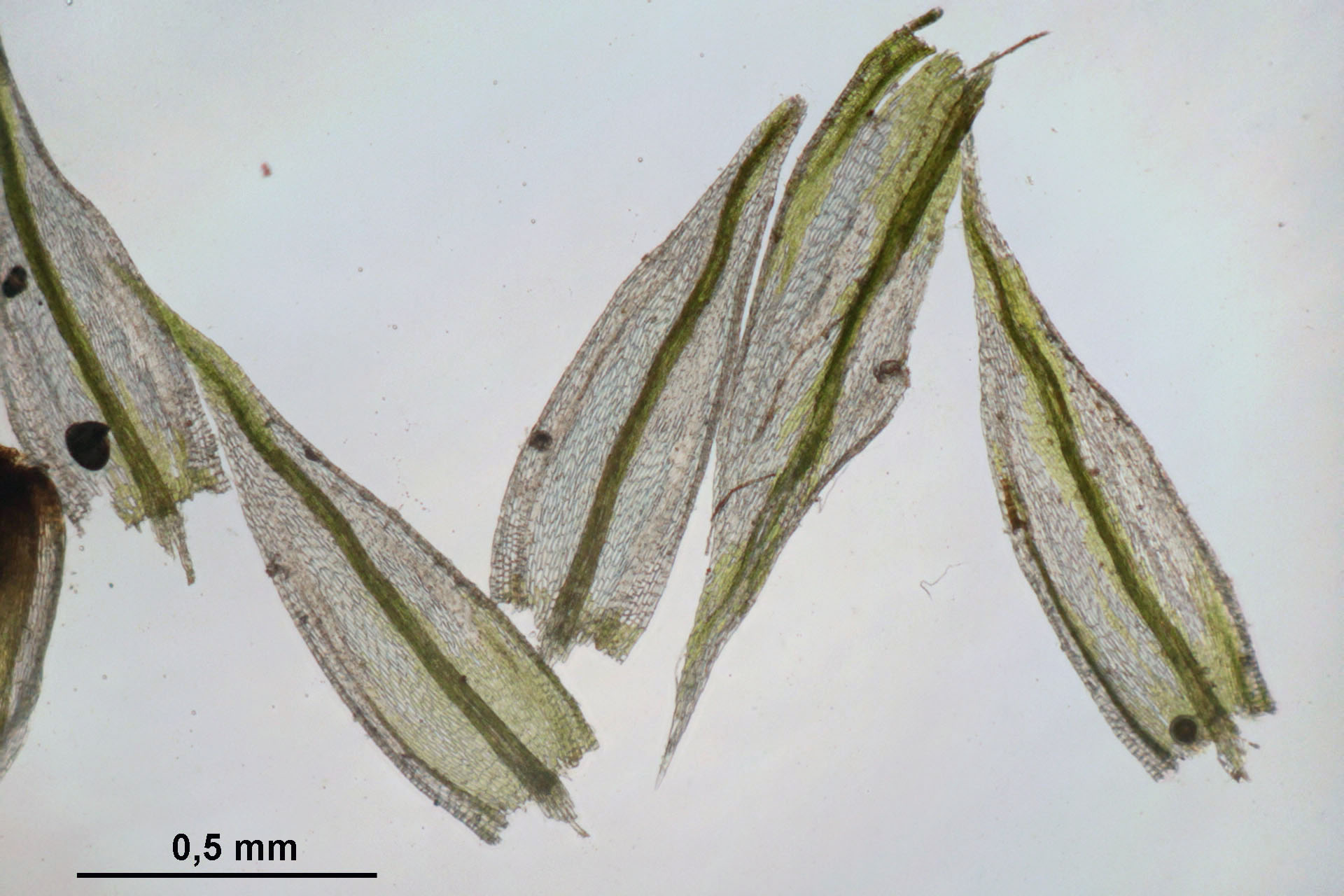